# Naturtheater Reutlingen

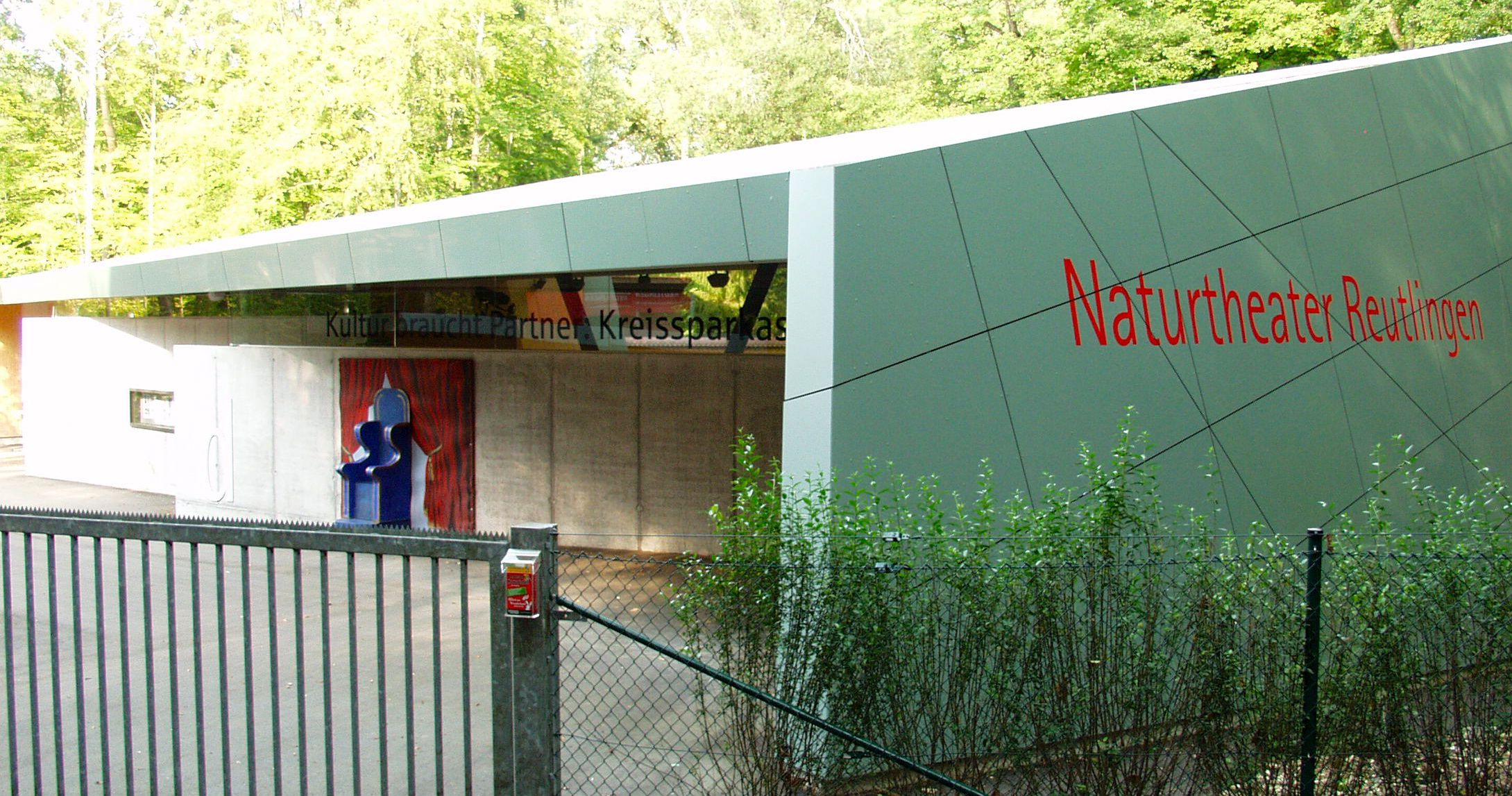
Eingang des überdachten Zuschauerbereichs

Das Naturtheater Reutlingen ist eine von einem Theaterverein betriebene Freilichtbühne in Reutlingen, auf der jährlich die Wasenwaldfestspiele Reutlingen stattfinden. Die Freilichtbühne wird seit dem Jahr 1928 bespielt.

## Geschichte

### Vorgeschichte
Die Entstehung der Reutlinger Freilichtbühne geht auf den 1863 gegründeten Reutlinger Arbeiter-Bildungs-Verein zurück. Innerhalb dieses Vereins fand erstmals 1889 eine Theateraufführung statt, der Einakter Dr. Kranichs Sprechstunde wurde gespielt. Angeregt durch die Beispiele der Arbeiterbildungsvereine Augsburg und München wurde am 3. August 1912 die Gründung des „Dramatischen Klubs“ beantragt. Mit einer Mitgliederzahl von 42 Personen begann er seine Arbeit und trat noch im selben Jahr mit dem Schauspiel Das Wahrzeichen von Tübingen in der Öffentlichkeit auf. Mitglieder des Dramatischen Klubs besichtigten 1926 das neu geschaffene Naturtheater in Heidenheim an der Brenz und beschlossen daraufhin auch in Reutlingen ein Naturtheater zu bauen. 1927 wurde unter Mitwirkung vieler ehrenamtlicher Helfer im Wasenwald mit der Realisierung des Projekts „Reutlinger Naturtheater“ begonnen.

### Die ersten Jahre
Die Eröffnung des Reutlinger Naturtheaters fand am 17. Juni 1928 mit dem Stück Die Jungfrau von Orléans von Friedrich Schiller, an der fast 200 Personen mitwirkten, statt.

### Nationalsozialismus und Kriegszeit
1933 mit der Machtergreifung Hitlers wurde der Arbeiter-Bildungs-Verein aufgelöst, die Theatergruppe als Reutlinger Naturtheater e. V. zum selbstständigen Verein erklärt und dem Kampfbund für deutsche Kultur angeschlossen. Theateraufführungen fanden noch bis einschließlich 1941 (Die Rabensteinerin von Ernst von Wildenbruch) statt, danach fielen sie kriegsbedingt aus.
Die gesamte Theateranlage wurde in den letzten Kriegstagen zerstört, der Verein wurde verboten.

### Neugründung und Wiederaufbau
Bereits am 8. August 1946 kam es zur Neugründung des Naturtheater Reutlingen e. V., der 1947 mit dem Stück Anna Susanna erstmals wieder öffentlich auftrat. Bis 1949 spielte man mangels eigener Theateranlage im Garten des Reutlinger Friedrich-List-Gymnasiums, ab 1949 wurde dann die Bühne am ursprünglichen Standort wieder aufgebaut sowie eine neue Zuschauerhalle mit 1.200 Sitzplätzen errichtet und 1950 mit dem Schiller-Klassiker Wilhelm Tell wieder eröffnet. 1953 fand mit Erich Kästners Emil und die Detektive erstmals eine Kindertheateraufführung auf der Reutlinger Freilichtbühne statt.

## Heute
Seit 1978 finden jährlich zwei parallele Inszenierungen statt, eine für Kinder und eine für Erwachsene. Aufgrund des erweiterten Sonderprogramms auf der Freilichtbühne mit Gastspielen, Konzerten oder anderen kulturellen Veranstaltungen steht die Sommerspielzeit seit 2004 unter dem Begriff „Wasenwald-Festspiele“. Durch die Zusammenarbeit mit Profis in den Bereichen Regie, Musikalische Leitung, Kostüm- und Bühnenbild hat sich das Naturtheater Reutlingen in den letzten Jahren verstärkt zu einem semiprofessionellen Amateurtheater entwickelt.
Seit dem Jahr 2006 findet neben den beiden Inszenierungen für Kinder und Erwachsene eine dritte Eigenproduktion statt, das Mitternachts-Special, das zunächst an einem, seit 2015 ab zwei Tagen im August zu später Stunde nach dem Erwachsenentheater aufgeführt wird. Die Mitternachts-Specials entstammen der Idee von Sascha Diener, der auch für die Regie verantwortlich zeichnet.
2008 wurde die neue Zuschauerhalle eingeweiht und noch im gleichen Jahr für Beispielhaftes Bauen im Landkreis Reutlingen und 2009 mit dem Holzbaupreis Baden-Württemberg ausgezeichnet. Das Naturtheater Reutlingen bietet seither Platz für 1.003 Zuschauer. Für mehr als 350 dieser Plätze wurden Patenschaften zur Finanzierung des Neubaus verkauft. Zur Theateranlage in Reutlingen gehören auch ein großer Kostümverleih und die vereinseigene Gaststätte „Waldesslust“ (früher: Waldheim), in der seit 1997 noch zusätzlich im Herbst Theaterstücke von Ensemblemitgliedern des Naturtheater Reutlingen aufgeführt wurden.